# Amnesia Ibiza
Amnesia es una de las discotecas más internacionalmente renombradas e históricas en la isla de Ibiza (España). Abrió en 1974. El local ha recibido algunos reconocimientos tales como el Best Global Club en 2007, 2008, 2009 y 2011 en los Premios IDMA (Premios de Música Dance Internacional) del Winter Music Conference de Miami. El club está localizado cercano al pueblo de San Rafael en la carretera entre San Antonio Abad y la ciudad de Ibiza. La capacidad del local es 5.000 personas.

## Eventos

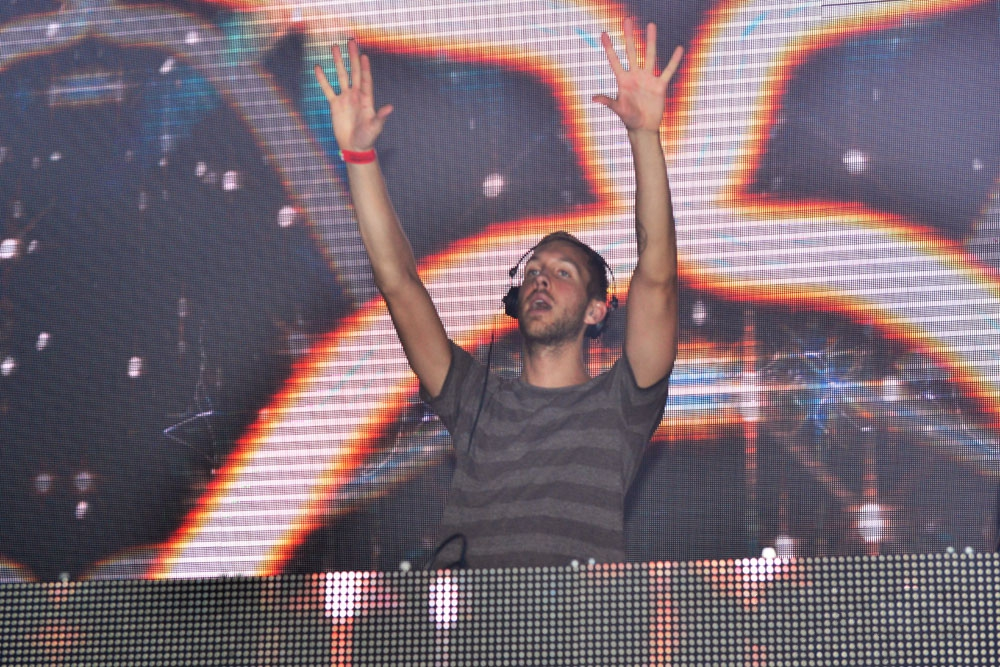
Calvin Harris pinchando en Amnesia en 2012.

Amnesia es actualmente propiedad del grupo Cream, creado y fundado por Joseph Mullen de Chester en 1995, en Liverpool. Joseph Mullen vendió la marca Cream en 2005 por 4.8 millones de libras esterlinas y se retiró de la industria de la música por razones personales.
El club hospeda Cocoon, una fiesta de Sven Väth. El club ha hospedado noches populares como La Troya Asesina.

## Historia
Los orígenes de Amnesia se remontan a abril de 1970, cuándo la familia Planells quién había habitado la casa durante cinco generaciones decidió mudarse a la ciudad y vender su finca a un viudo de raíces aristocráticas. Ibiza, la cual se había convertido en un destino turístico icónico ya en los años 1950, era en aquel tiempo un refugio para el movimiento contracultural y el local que sería Amnesia se convirtió en un punto de encuentro de bandas hippies.
En mayo de 1976, Antonio Escohotado, quién había llegado a la isla dos años antes para empezar una vida nueva, firmó un arrendamiento con el propietario para uso de las premisas. Entonces creó una discoteca llamada "El taller de los olvidadizos". Con la intención de expresar que cuando las personas salen por la noche es para olvidar sus problemas y sumergirse en un mundo desconocido lejos de la rutina habitual. Aun así, al día siguiente se dio cuenta de que la palabra griega Amnesia contenía toda esta idea.
En 1978, Ginés Sánchez, un empresario de Madrid se hizo propietario de Amnesia. Algunos cierres inesperados se alternaron con veranos maravillosos con multitudes de capacidad en competición con otras grandes discotecas de la isla, como Ku (ahora Privilegio), Pachá y Lola's.
En los años 1980, Prontxio Izaguirre se hizo con el control de Amnesia, y el estilo cambió a música dance, una mezcla entre pop, funk y hip hop. Las mezclas libres estaban permitidas y la música House comenzó a aparecer. El original Balearic beat emergió inventado por el DJ Alfredo Fiorito. En la noche del 22 de junio de 1991 Amnesia reabrió bajo la administración MFC. Fue en este tiempo cuando los clubes de Ibiza empezaron a obtener fama internacional. A mitad de los años 1990, Ezna Sands eran estilos instrumentales llegados de muchos promotores y marcas de Reino Unido, incluyendo al mítico Joseph Mullen, a la isla balear y a Amnesia específicamente. Esto provocó un cambio en la percepción que la isla era sencillamente un destino de vacaciones, convirtiéndose en referencia para amantes de la música dance con Amnesia y Pachá a la cabeza.
El club experimentó una expansión en el número de barras que aumentaron de 4 a 16, y de un personal de 30 a más de 200 empleados durante el verano. El personal ahora incluye camareros, bailarines go-go, seguridad y personal de administración.

## Premios y nominaciones

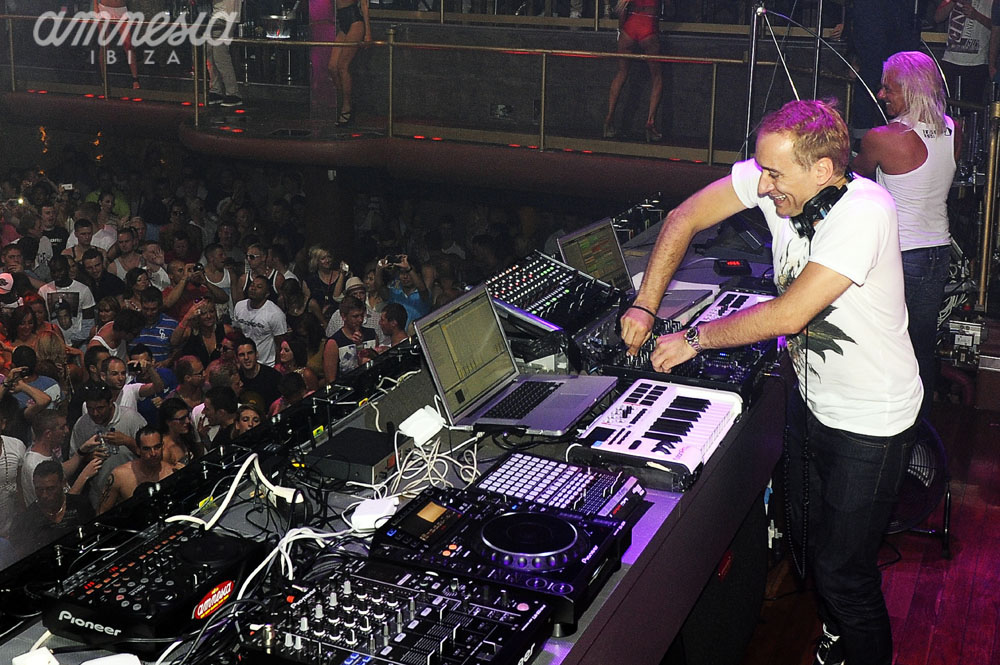
Paul van Dyk en Amnesia.

### Premios de Música Dance Internacional
| Año  | Categoría              | Candidatura     | Resultado |
| ---- | ---------------------- | --------------- | --------- |
| 2005 | Mejor Discoteca Global | Amnesia - Ibiza | Nominada  |
| 2006 | Mejor Discoteca Global | Amnesia - Ibiza | Nominada  |
| 2007 | Mejor Discoteca Global | Amnesia - Ibiza | Ganadora  |
| 2008 | Mejor Discoteca Global | Amnesia - Ibiza | Ganadora  |
| 2009 | Mejor Discoteca Global | Amnesia - Ibiza | Ganadora  |
| 2010 | Mejor Discoteca Global | Amnesia - Ibiza | Nominada  |
| 2011 | Mejor Discoteca Global | Amnesia - Ibiza | Ganadora  |
| 2012 | Mejor Discoteca Global | Amnesia - Ibiza | Nominada  |
| 2013 | Mejor Discoteca Global | Amnesia - Ibiza | Nominada  |
| 2014 | Mejor Discoteca Global | Amnesia - Ibiza | Nominada  |
| 2015 | Mejor Discoteca Global | Amnesia - Ibiza | Nominada  |
| 2016 | Mejor Discoteca Global | Amnesia - Ibiza | Nominada  |
| 2017 | Mejor Discoteca Global | Amnesia - Ibiza | Nominada  |
| 2018 | Mejor Discoteca Global | Amnesia - Ibiza | Nominada  |